# Tenterfield
Tenterfield est une ville australienne située dans la zone d'administration locale du même nom, dont elle est le siège, en Nouvelle-Galles du Sud.

## Géographie
La ville est située dans la région de la Nouvelle-Angleterre au nord-est de la Nouvelle-Galles du Sud, à 700 km au nord de Sydney et à 275 km au sud de Brisbane.
La ville est établie dans la cordillère australienne à l'intersection de la New England Highway avec la Bruxner Highway. Le parc national de Boonoo Boonoo est situé à 26 km au nord-est de Tenterfield.

## Histoire
C'est dans cette ville que, le 24 octobre 1899, Sir Henry Parkes, alors premier ministre de Nouvelle-Galles du Sud prononça son discours appelé Federation Speech qui est considéré comme la première formulation d'un projet fédéral pour l'Australie.

## Démographie
| 2001  | 2006  | 2011  | 2016  | 2021  |
| ----- | ----- | ----- | ----- | ----- |
| 3 172 | 3 130 | 2 997 | 2 914 | 2 826 |